# Kirchdorf (Poel)

Die Dorfkirche auf Poel

Kirchdorf  ist ein Gemeindeteil der Gemeinde Ostseebad Insel Poel. Der Hafenort ist mit 1016 Einwohnern (Stand 2016) der größte Ort auf Poel.

## Lage
Kirchdorf liegt etwa elf Kilometer nördlich von Wismar am Nordufer des Kirchsees, eine weit in die Insel Poel einschneidende Bucht der Ostsee.

## Geschichte
Die ehemalige Festung wurde um 1620 nach Plänen von Ghert Evert Piloot errichtet. Sie war mit einem Schloss sowie einer Dorfkirche ausgestattet und war von einem Außenwerk umgeben. Im Dreißigjährigen Krieg wurde die Anlage stark beschädigt und verfiel im 17. Jahrhundert zum großen Teil. Die Gebäude wurden im 19. Jahrhundert und 1934 durch Grabungen belegt. Es sind einige Erdwälle und Gräben erhalten.

## Sehenswürdigkeiten
Die im Süden des Dorfes gelegene und in der zweiten Hälfte des 13. Jahrhunderts errichtete Dorfkirche ist eine historisch bedeutsame Sehenswürdigkeit. Der 47 Meter hohe Turm stellte über Jahrhunderte hinweg eine Landmarke für die in die Wismarer Bucht einfahrenden Schiffe dar. Die Kirche ist teilweise noch von Resten der Wallanlagen der ehemaligen Festung Poel umgeben, die gemeinsam mit der Insel Walfisch die Wismarer Bucht und die Hafeneinfahrt nach Wismar beherrschte und sicherte.
In Kirchdorf gibt es ein Inselmuseum.

## Persönlichkeiten

### Töchter und Söhne Kirchdorfs
- Ernst Susemihl (1807–1863), Übersetzer und Junghegelianer

### Mit Kirchdorf verbundene Persönlichkeiten
- Karl Christian Klasen (1911–1945), Maler und Grafiker, lebte und arbeitete ab 1933 in Kirchdorf

## Verkehrsanbindung
Die Insel Poel ist über einen Straßendamm mit dem Festland verbunden. Kirchdorf kann mit Linienbussen erreicht werden. Zudem bestehen etwa von April bis Oktober regelmäßige Fährverbindungen von Kirchdorf nach Wismar.

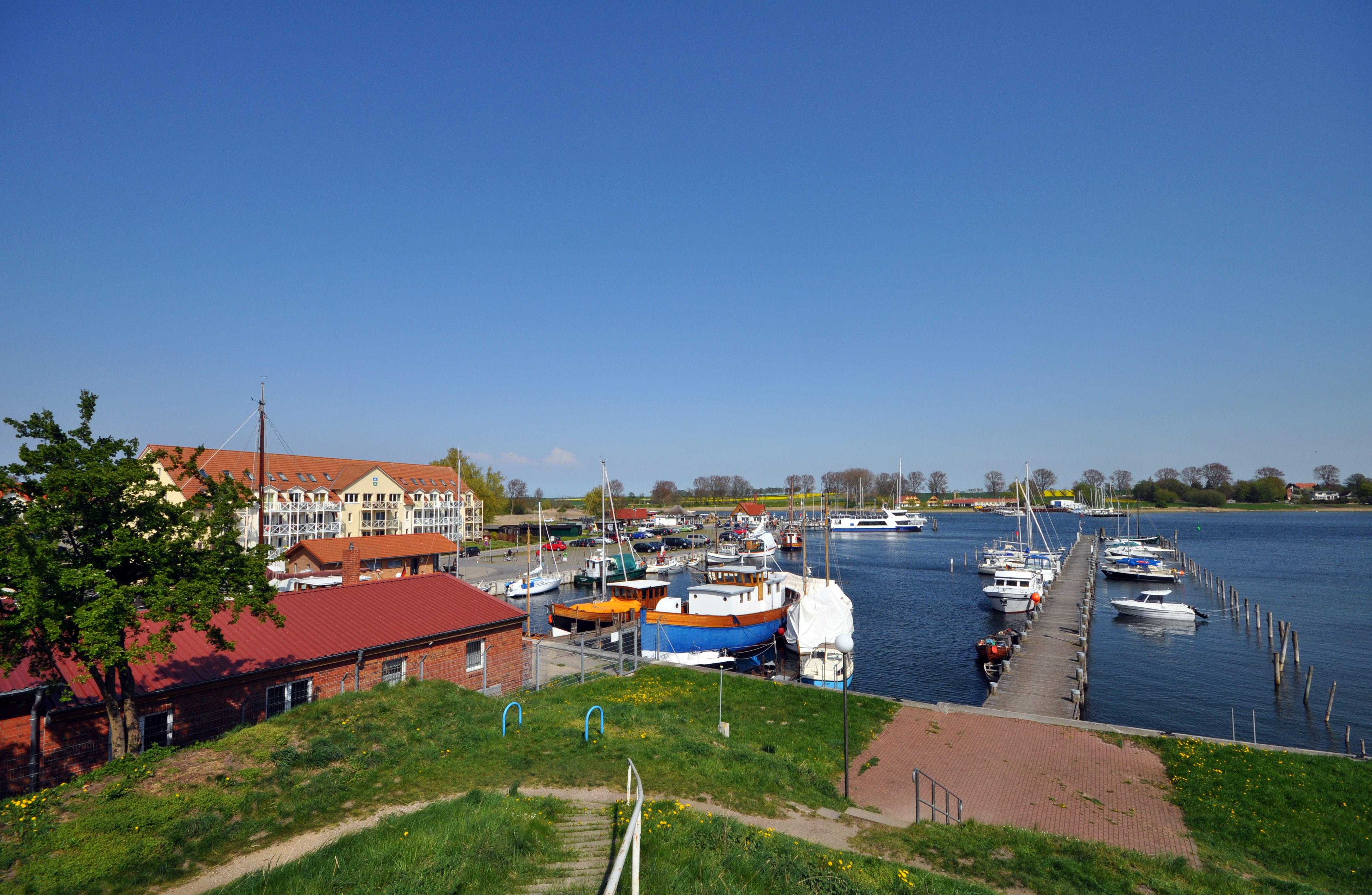
Hafen von Kirchdorf mit Fähre im Hintergrund